# 布朗縣 (南達科他州)
布朗县（英語：Brown County）是位於美国南达科他州北部的一個縣，北鄰北达科他州，面積4,484平方公里。根據2020年美國人口普查，共有人口38,301人。縣治阿伯丁（Aberdeen）。該縣成立於1880年7月20日，縣名以達科他領地議員阿爾佛雷德·布朗（Alfred Brown）命名。